# Morcar
Pour le thegn mort en 1015, voir Morcar (thegn).
Morcar ou Morkere est un noble anglo-saxon du XIe siècle. Il est brièvement comte de Northumbrie à l'époque de la conquête normande de l'Angleterre.

## Biographie
Morcar est issu de la famille des comtes de Mercie : il est le fils d'Ælfgar et le frère cadet d'Edwin. Sa mère, Ælfgifu, pourrait être la fille d'un autre Morcar, un thegn de Northumbrie mort en 1015.
Morcar est mentionné pour la première fois en 1065. Cette année-là, les habitants de la Northumbrie se révoltent contre le comte Tostig Godwinson et choisissent Morcar pour le remplacer. C'est un choix logique, car la famille de Morcar est la seule qui rivalise avec celle des enfants de Godwin en termes de puissance au sein du royaume d'Angleterre. Les rebelles se dirigent vers le sud, ravageant la région de Northampton. Au terme de négociations avec Harold Godwinson, le représentant du roi Édouard le Confesseur, Morcar est reconnu comte de Northumbrie à la fin du mois d'octobre.
Au début de l'année 1066, Morcar doit faire face au retour de Tostig, qui mène une série d'attaques sur les côtes anglaises à la tête de pirates des Flandres. Avec l'aide de son frère Edwin, il le chasse du Lindsey et le contraint à s'enfuir en Écosse. Le comte déchu revient à la fin de l'été avec un nouvel allié de poids en la personne du roi de Norvège Harald Hardrada, venu revendiquer le trône d'Angleterre. Morcar et Edwin sont battus par les envahisseurs à la bataille de Fulford le 20 septembre, et la ville d'York se rend peu après. La défaite semble avoir porté un coup à l'autorité des deux frères : leur présence n'est pas mentionnée à la bataille de Stamford Bridge cinq jours plus tard, durant laquelle Harold Godwinson, le nouveau roi d'Angleterre, accouru depuis le sud à la tête d'une armée, triomphe de Harald et Tostig.
Après la mort de Harold à la bataille d'Hastings, le 14 octobre, Edwin et Morcar, qui n'y ont pas participé, se rangent d'abord derrière Edgar Ætheling, le dernier représentant de la maison de Wessex, mais ils finissent par rallier Guillaume le Conquérant, soit en décembre 1066 à Berkhamsted, soit en janvier 1067 à Barking. C'est vers cette période que Guillaume nomme un certain Copsi comte de Northumbrie.
Morcar soutient Edwin dans sa révolte contre Guillaume le Conquérant en 1068, mais ils se soumettent rapidement après la construction du château de Warwick et reprennent leurs places à la cour d'Angleterre. En 1071, les deux frères sont contraints à la fuite. Edwin est tué, mais Morcar parvient à rejoindre les rebelles menés par Hereward l'Exilé, l'évêque Æthelwine de Durham et Siward Barn dans la région marécageuse de l'Isle of Ely. Morcar se rend après la chute du bastion des rebelles, et le roi le fait enfermer sous la garde de Roger de Beaumont. Il est brièvement libéré en 1087, gracié par le Conquérant sur son lit de mort, mais retourne en prison sur ordre du nouveau roi Guillaume le Roux. Sa date de décès est inconnue.